# MoneyGram
MoneyGram International, Inc. — американская финансовая компания, занимающаяся операциями на международных финансовых рынках. Предоставляет сервис международных денежных переводов. Штаб-квартира компании расположена в Далласе. Фирма основана в 1940 году. Акции компании торгуются на Нью-Йоркской фондовой бирже, тикер — MGI. Компания имеет более 350 000 точек обслуживания в более чем 200 странах мира и сотрудничает с более 400 ведущими банками со всего мира.
2020: согласно Bloomberg, компания, Western Union сделала предложение о поглощении компании MoneyGram International.